# Крещённые огнём
«Крещённые огнём» (пол. Skąpani w ogniu) — польский чёрно-белый художественный фильм-драма, снятый в 1963 году на киностудии «Иллюзион». Экранизация одноимённой повести Войцеха Жукровского.

## Сюжет
Недавно окончилась вторая мировая война. На местностях Силезии много конфликтов между местными силезцами с новыми поселенцами. Капитан Совиньский хочет удержать отъезд в Германию молодой Рутки, семья которой боролась за польскость Силезии.

## В ролях
- Станислав Микульский — капитан Совиньский
- Беата Тышкевич — Рутка Хайдукувна
- Александер Фогель — поручик Милютин
- Войцех Семион — капрал Наруг, шофер
- Рышард Петруский — Баруда, офицер госбезопасности
- Юзеф Пара — майор госбезопасности
- Ирена Лясковская — Марта Хайдукова
- Францишек Печка — Юзеф Почобутт
- Адам Мулярчик — Витох
- Ирена Нетто — старая поселенка
- Зофья Червиньская — репатриантка
- Барбара Рахвальская — репатриантка
- Здзислав Маклякевич — товарищ Совиньского из партизанщины
- Хенрик Хунко — Михаляк, бандит
- Рышард Рончевский — бандит